# Frank Gatski
Pro Football Hall of Fame 1985
(en) Statistiques sur pro-football-reference
Frank Gatski, né le 18 mars 1921 et décédé le 22 novembre 2005, est un joueur de football américain.

## Biographie
Il joue aux postes de centre et de linebacker pour les Browns de Cleveland de 1946 à 1956 puis pour les Lions de Détroit en 1957. En douze saisons, il dispute onze finales nationales, quatre pour le titre de champion de l'AFC (1946-1949 ; 4 victoires) puis sept pour le titre de la NFL (1950-1957 ; 4 victoires), l'année manquante à son palmarès étant 1956.
En vingt saisons universitaires puis professionnelles, Frank Gatski a réussi l'exploit de ne jamais rater un match.
Il est intronisé au Hall of Fame du football américain en 1985.